# GV Suitia Schwyz
Die GV (Gymnasialverbindung) Suitia ist eine farbentragende Studentenverbindung von Schwyz im Schweizerischen Studentenverein (Schw.-StV). Sie wurde 1843 gegründet und ist somit eine der ältesten Verbindungen der Schweiz.

## Geschichte

### Gründung und Anfangsschwierigkeiten
Am 16. April 1843 wurde die Suitia am Kollegium Schwyz gegründet.
Doch schon zu Anfang wurde die Sektion Schwyz mit Problemen überhäuft. Die jesuitische Schulleitung war aus Furcht gegen die Verbindung. Sie wollten, in der Zeit der Kriege zwischen katholischen und reformierten Kantonen, durch die Unterstützung eines sogenannten politischen Vereins den Gegnern nicht unter die Arme greifen. Dennoch blieb die Sektion Schwyz, trotz kurzer Unterbrüche, bestehen.
Die Schulleitung verkehrte nur über den Vereinspräsidenten mit dem Gesamtverein und verlangte Stillschweigen.
Folglich trafen sich die Mitglieder im Geheimen und konnten nicht öffentlich als Verbindung der Schule auftreten.

### Auf und Ab
Nachdem die katholischen Kantone im Sonderbundskrieg unterlegen waren und in der Folge von eidgenössischen Truppen besetzt wurden, flohen die Jesuiten.
Unter der neuen Leitung durfte sich die Sektion öffentlich zeigen und blühte auf.
Doch diese Eintracht wurde 1871 schon wieder zerstört, weil die Sektion Schwyz nicht mehr geduldet wurde. Sie existierte jedoch durch private Durchführung weiter.
Als 1873 das Rektorat die Sektion verbieten wollte, wandten sich die Mitglieder an die Bischöfe von Chur, St. Gallen und Basel.
Die Eigentümer des Kollegiums Erlaubten das Weiterbestehen der Sektion Schwyz.
Ein stetiges Auf und Ab war, abhängig vom jeweiligen Rektor, in den kommenden Jahren an der Tagesordnung. Teils wurden Kommerse mit Aktiv- und Ehrenmitglieder durchgeführt, teils wurde gar das Auftreten im Kollegium verboten.
Die erste Fahnenweihe wurde 1876 anlässlich der Generalversammlung des Schw. Stv in Schwyz durchgeführt und zwei Jahre danach gaben sie sich den Namen Suitia.
Mit der AKV Rauracia Basel als Fahnenpatin weihte die Suitia 1902 die zweite Fahne. Die Akademische Kommentverbindung aus Basel übernahm auch gleich die Patenschaft der Suitia.

### Blütejahre
Ab 1919 stellten sich die guten Jahre der Suitia ein.
Zur Unterstützung der Aktivitas der Suitia wurde am 1. August 1926 die Alt-Suitia gegründet. Die dritte Fahnenweihe fand am 17. Juli 1929 statt.
Neben vielen Festen und Kommersen wurden auch Scientia-Anlässe veranstaltet. In deren Vordergrund standen vor allem die Kirche, das "Studentenleben" und die Schweizer Demokratie.
Aus bis zu 40 Mitgliedern bestand in den Fünfzigerjahren die Suitia.
Die festlichen Höhepunkte in den Fünfzigern waren die 100-Jahr-Feier der Suitia 1943, die vierte Fahnenweihe 1949 und das 100-Jahr-Jubiläum des Kollegiums "Maria Hilf" 1956.

### Harte Siebziger
Der 1972 entschiedene Beschluss der Aktivitas, welcher Studentinnen die Teilnahme am Suitialeben erlaubte, wurde 1984 rückgängig gemacht. In diesen 12 Jahren schlossen sich zwei Studentinnen der Suitia an, sie sollten jedoch bis 2019 die einzigen weiblichen Mitglieder der Suitia bleiben.
Mitte der Siebzigerjahre zählte die Aktivitas nur noch drei Mitglieder. Diese Krise konnte dank geschickter Werbung überstanden werden. 1976/77 wurden 18 neue Mitglieder aufgenommen.

### Vom Maria Hilf zu der KKS
1972 wurde das Kollegium "Maria Hilf" verstaatlicht und zur kantonseigenen "Kantonsschule Kollegium Schwyz". Im Jahre 1993 wurde anlässlich des 150. Jubiläums der GV Suitia die Fahne erneuert, welche immer noch in Diensten steht.
Als die Finanzierung des Internats über den Kanton auslief, musste sich die Suitia auf die externen Schüler verlassen. Das Komitee der mittleren 1990er-Jahre schaffte es dennoch, genügend externe Schüler aufzunehmen und so wurde auch der Wandel vom "Maria Hilf" in die KKS gut überstanden.
Im Sommersemester 2003 konnte die Suitia ihr 160-jähriges Bestehen feiern und präsentiert sich auch heute noch in voller Blüte bei einer Aktivenzahl von ca. 20 Personen.

## Wichtige Anlässe der Suitia
- Der Mitternachtskommers

Jedes Jahr an der Generalversammlung finden sich am Samstag etliche Mitglieder jeglicher Verbindungen bei der Suitia um dem Mitternachtskommers beizuwohnen der, wie es der Name sagt, um Mitternacht stattfindet.
- Der Chlauskommers

Immer einmal im Winter kommt der Chlaus an einen Suitiakommers um über die guten sowie die schlechten Taten der Aktivitas zu berichten.
- Poldi geht auf Reisen

An diesem Anlass wird es kulturell. Die Suitia besucht jegliche Restaurants in Schwyz um nicht nur in der Stammkneipe zu versauern.